# Анаксімен
Анаксіме́н або Анаксиме́н (дав.-гр. Αναξιμενης; бл. 585/586 — бл. 526/525 до н. е.) — давньогрецький філософ-досократик з Мілета в Анатолії (сучасна Туреччина). Він був останнім із трьох філософів мілетської школи, після Фалеса та Анаксімандра. Цих трьох мислителів вважають першими філософами Західного світу. Анаксімен відомий своєю ідеєю, що повітря є архе — первинною субстанцією, з якої виникає все суще. Про життя та творчість Анаксімена відомо небагато, оскільки його оригінальні твори не збереглися. Історики та філософи реконструювали його вчення, аналізуючи згадки про нього в працях пізніших авторів. Усі троє мілетських філософів були моністами, які вважали, що все походить з єдиного начала: для Фалеса це була вода, для Анаксімандра — невизначена субстанція, звана апейрон, а для Анаксімена — повітря. Анаксімена вважають учнем Анаксімандра, який успадкував від учителя багато філософських ідей.
Анаксімен вважав, що повітря, розріджуючись або згущуючись, може перетворюватися на інші субстанції. Згущення перетворює повітря на вітер, хмари, воду, землю і, зрештою, камінь, розрідження перетворює повітря на вогонь. Анаксімен також розробив модель Землі у формі плоского диска, що плаває на повітрі, натомість як Сонце й зорі також плоскі й рухаються разом із нею. Він вважав, що Сонце обертається навколо Землі. Анаксімен вплинув на багатьох досократиків, таких як Геракліт, Анаксагор, Діоген Аполлонійський та Ксенофан. Він зробив значний внесок у становлення природознавства, розуміння фізичних змін речовини, створення наукового письма.

## Біографія
Анаксімен народився приблизно у 586/585 до н. е. Інформація про його життя обмежена та збереглася переважно завдяки працям давньогрецьких філософів, зокрема Арістотеля та Теофраста. За свідченням Теофраста, Анаксімен мешкав у Мілеті й був сином Еврістрата, співробітника філософа Анаксімандра. Вважають, що він був учнем Анаксімандра. Ймовірно, Анаксімен також вивчав гомерівські епоси, грецьку міфологію та орфізм, які могли внести в його філософію ідею стихій. Припускають, що він та інші мілетські філософи були заможними, що дозволяло їм присвячувати час філософії.
Ймовірний наставник Анаксімена, Анаксімандр, був мілетським філософом, який запропонував, що початком усього є апейрон (давньогрецька ἄπειρον, букв. «необмежене, безмежне») — невизначена й безмежна субстанція. Анаксімен, Анаксімандр та перший мілетський філософ Фалес — три найдавніші відомі мислителі, які розробили теорії матеріального походження світу без божественного втручання. Їх вважають першими філософами Західного світу. За свідченням Діогена Лаертського, Анаксімен жив приблизно з 585 до 524 до н. е. Відомо, що Анаксімен написав лише один повний текст, який, можливо, був відповіддю на працю Анаксімандра «Про природу». Теофраст згадував його «простий та економний іонійський стиль». Анаксімен помер приблизно у 526/525 до н. е.

## Філософія

### Повітря як архе
Відомості про філософські погляди Анаксімена збереглися завдяки працям пізніших мислителів, зокрема Арістотеля та Теофраста. Згідно з їхніми творами, кожен філософ Мілетської школи був матеріальним моністом, який прагнув віднайти «архе» (дав.-гр. ἀρχή, букв. «початок, основа, вимір») — єдину, основоположну субстанцію всього сущого. Зазвичай архе розуміють як певну речовину, хоча деякі дослідники вважають, що таке тлумачення може бути анахронізмом і накладанням на ранню філософію арістотелівського поняття субстанції. Анаксімен стверджував, що архе є повітря. Він описував кілька основних елементів, які вважав проявами повітря, розташовуючи їх від найрозрідженіших до найщільніших: вогонь, повітря, вітер, хмари, вода, земля та каміння. Філософи дійшли висновку, що Анаксімен, ймовірно, засновував свої висновки на спостереженнях за природою, зокрема за водним циклом: за процесами розрідження та конденсації. Він припускав, що кожна речовина виникає внаслідок конденсації, що збільшує густину повітря, або розрідження, що зменшує густину. Процес розрідження, описаний Анаксіменом, часто порівнюють з валянням вовни.
Температура мала особливе значення у філософії Анаксімена, і він розробив власну теорію про вплив температури на густину. Він вважав, що розширене повітря стає гарячішим, а стиснене повітря — холоднішим (хоча сучасні уявлення про адіабатичне стискання й розширення повітря вказують на протилежне). Своє переконання він виводив з того факту, що дихання тепле, коли рот широко відкритий, і холодне, коли повітря проходить через стиснуті губи.

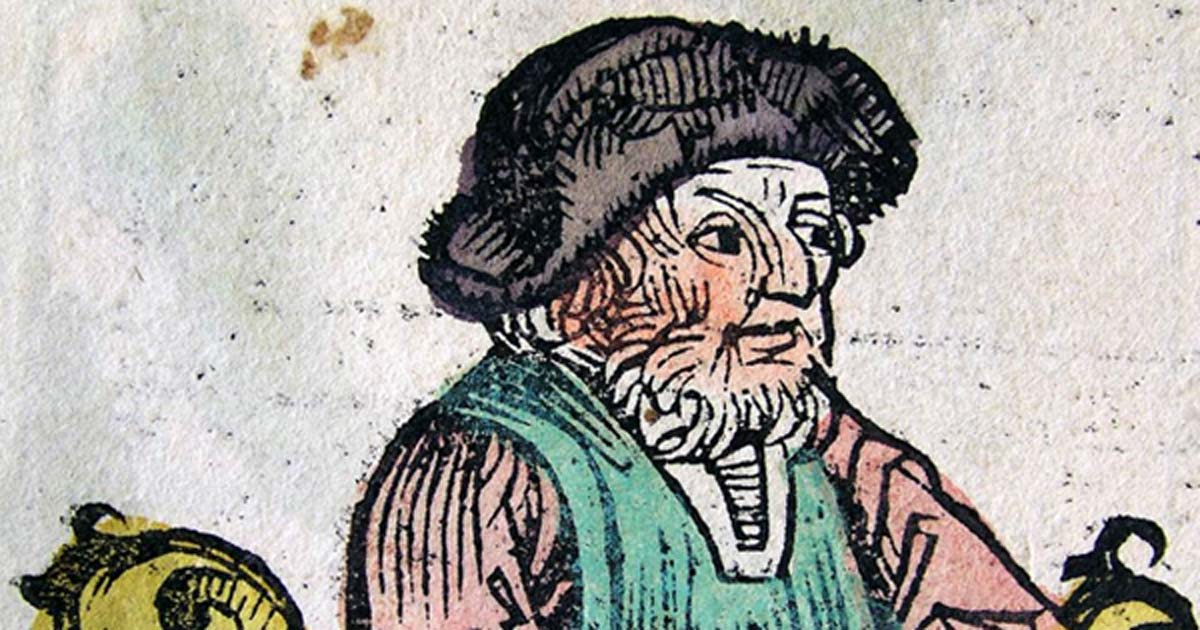
Анаксімен Мілетський у Нюрнберзькій хроніці (1493)

Анаксімен також застосовував своє уявлення про повітря як архе до інших питань. Він вірив у «фюсис» (дав.-гр. φύσις), або природний світ, на відміну від «тео» (дав.-гр. θεόζ), або божественного світу. Анаксімен вважав повітря в певному сенсі божественним, але не персоналізував й не обожнював його, а навпаки, вважав, що боги утворені з повітря. Він розглядав повітря як першопричину, що рухає живі системи, і не обговорював, як виникло саме повітря. Анаксімен порівнював душу з повітрям, описуючи, як дихання рухає душу, а душа спонукає людей до дій. Ці переконання встановлюють зв'язок між душею та фізичним світом, оскільки вони припускають, що обидва складаються з одного й того ж матеріалу — повітря. З цього Анаксімен робив висновок, що все, чи то індивідуальна душа, чи весь світ, функціонує за одними й тими ж принципами, згідно з якими речі утримуються разом і керуються повітрям. У давньогрецькій мові слова на позначення вітру й душі мали спільне походження.
Філософія Анаксімена була зосереджена на теорії змін через безперервні цикли, визначені рухом повітря. Ці цикли складалися з протилежних сил, які взаємодіють одна з одною та чергуються одна з одною. Це найяскравіше проявляється в погоді та порах року, які змінюються між гарячим і холодним, сухим і вологим, світлим і темним. Анаксімен не вірив, що будь-яка речовина може бути створена або знищена, і вважав, що речовина може лише переходити з однієї форми в іншу. На цьому переконанні він засновував модель, за якою якісні характеристики речовини визначаються її кількісними властивостями.

### Космологія та погода

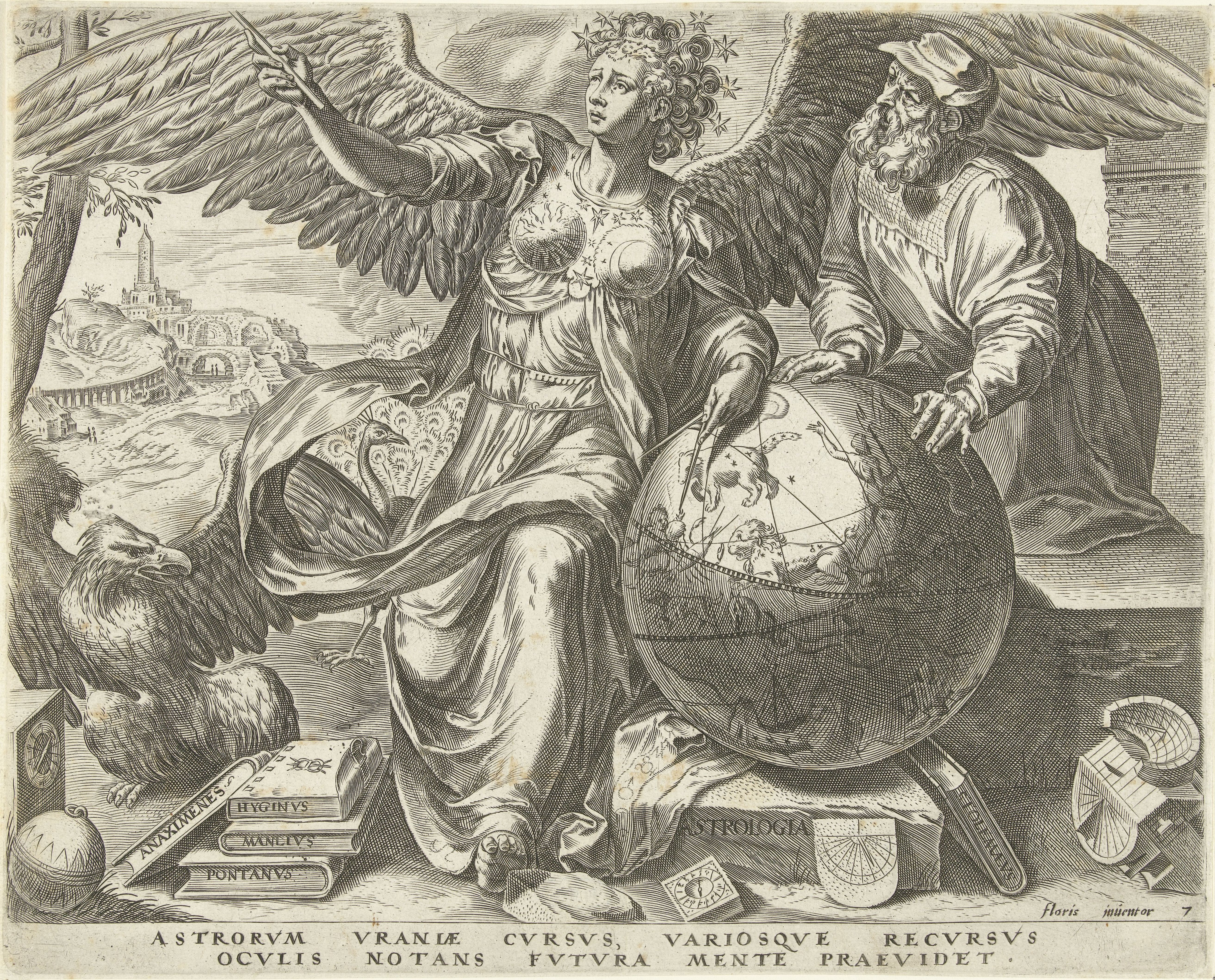
Астрологія на гравюрі голландського майстра XVI століття Корнеліса Корта має книгу з написом «Анаксімен» (внизу ліворуч).

Анаксімен вірив, що Всесвіт спочатку повністю складався з повітря, і що рідини та тверді тіла виникали з нього шляхом конденсації. Він також використовував повітря для пояснення природи Землі та навколишніх небесних тіл. Анаксімен вірив у плоску Землю, яка виникла як один із перших об'єктів, що конденсувалися з повітря. Знизу Землю підтримує тиск повітря, запобігаючи її падінню.
Анаксімен вважав, що небесні об'єкти відокремилися від Землі. Філософи, які передали нам ідеї Анаксімена, розходяться щодо того, як саме він пояснював цей процес. Він міг описувати небесні тіла як результат випаровування або розрідження до стану вогню. Згадують, що він порівнював рух Землі, Сонця та зір з листям у потоці вітру, хоча також згадують, що він порівнював зорі з цвяхами, вбитими в небо. Деякі вчені припускали, що Анаксімен міг вірити в обидві моделі, розрізняючи планети та зорі, що робило б його першим, хто це зробив. Описуючи Сонце як полум'я, Анаксімен однак вважав, що воно складене не з розрідженого повітря, як зорі, а з Землі. За словами Псевдо-Плутарха, Анаксімен стверджував, що світіння Сонця пов'язане не з його складом, а з його швидким рухом.
Анаксімен відкинув поширену ідею, що Сонце занурюється під Землю, і натомість стверджував, що воно обертається навколо Землі. Іполит порівнював це з капелюхом, що обертається навколо голови людини. Невідомо, чи була ця аналогія вигадана самим Іполитом, чи була частиною пояснення самого Анаксімена. Цю модель руху Сонця пізніші філософи інтерпретували різними способами.
Анаксімен також описав причини інших природних явищ. Як і Анаксімандр, він вважав, що грім і блискавка виникають, коли виривається на свободу вітер, який був ув'язнений у хмарі. Анаксімен зауважував, що грім може бути відгомоном тих процесів, які відбуваються від контакту гарячого й холодного, подібно до шипіння води, в яку опустили розпечений метал. Землетруси, на його думку, є результатом чергування висихання та зволоження землі, що призводить до циклу її розколювання й набрякання. Він був першим філософом, який спробував науково пояснити веселку, і єдиним таким філософом до Арістотеля. Він описав веселку як результат взаємодії сонячного світла з вологим повітрям. Верхня частина веселки, де сонячного світла більше, здається червоною, а нижня, де присутньо більше води, здається темнішою.

### Порівняння з іншими філософами мілетської школи
Погляди Анаксімена часто розглядають як спробу поєднати вчення його двох попередників — Фалеса й Анаксімандра. Повітря як архе є безмежним поняттям, що нагадує теорію Анаксімандра про апейрон. Водночас повітря як архе є конкретною речовиною, що зближує його з теорією Фалеса, який вважав архе воду. Анаксімен також поділяв уявлення Фалеса про плоску Землю: обидва філософи гадали, що земний диск спирається на речовину, яку вони вважали першоосновою всього: Фалес спирав земний диск на воду, а Анаксімен — на повітря. Космологія Анаксімена також мало відрізнялася від ідей Анаксімандра, лише адаптуючи їх до анаксіменівського варіанту монізму.
Філософія Анаксімена ґрунтувалася на вченні Анаксімандра, однак традиція свідчить, що він також критикував свого вчителя в деяких аспектах. Анаксімен наполягав на необхідності емпіричного пояснення причин переходу речовин з однієї форми в іншу. Анаксімен і Анаксімандр схожі тим, що обидва не надавали пояснення, чому або як відбуваються зміни у фізичних об'єктах. Анаксімандр використовував метафори справедливості та відплати для опису змін і прямо звертався до божеств та божественного у своїх переконаннях. Анаксімен відкидав цю частину філософії Анаксімандра.

## Спадщина та вивчення

### Вплив на науку та філософію

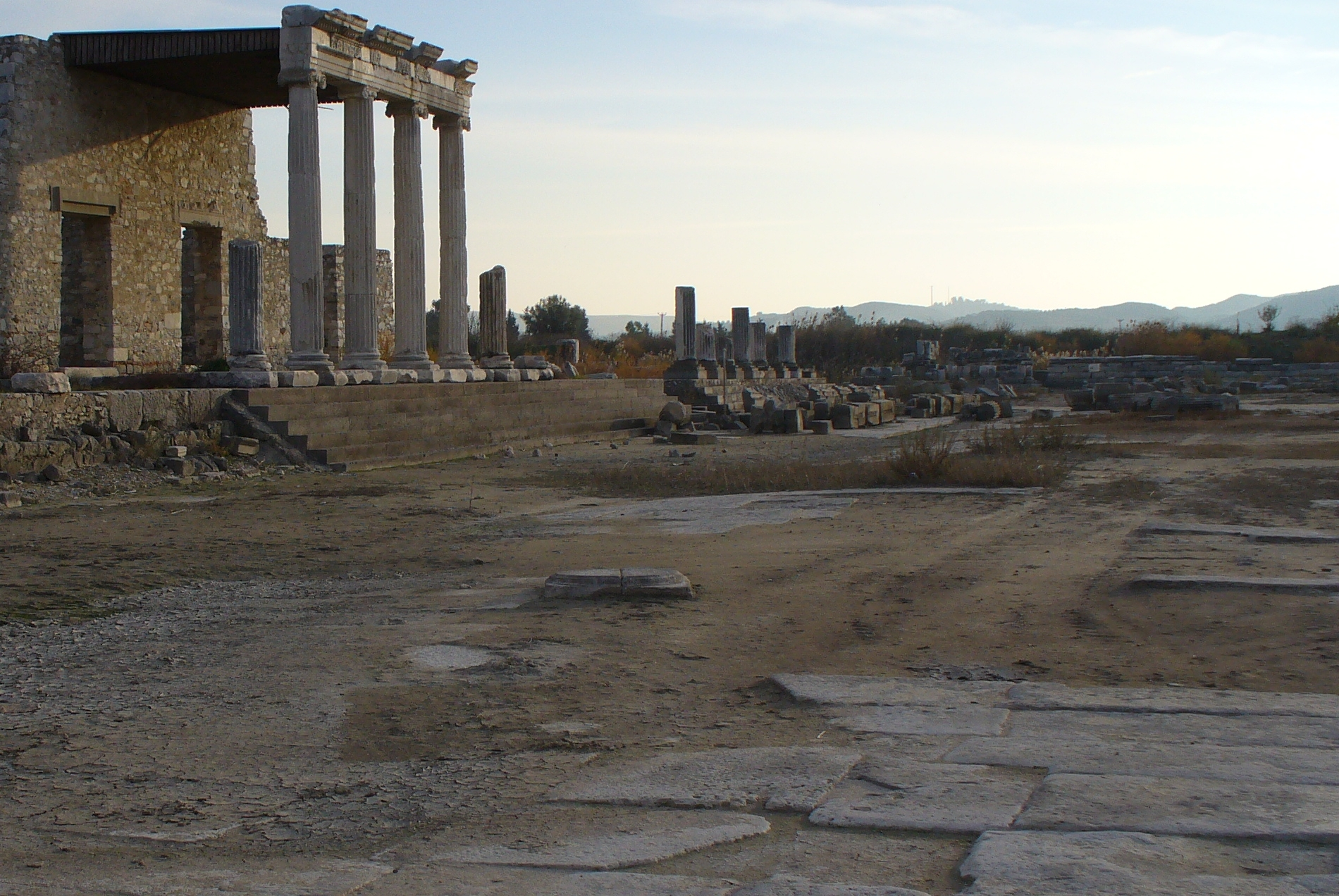
Руїни Мілета

Анаксімен був останнім із мілетських філософів, оскільки перські війська зруйнували Мілет у 494 році до н. е. Про його життя відомо менше, ніж про інших представників мілетської школи — Фалеса та Анаксімандра. Ці троє філософів започаткували те, що згодом у Західному світі перетворилося на науку. В античній Греції ідеї Анаксімена мали значний вплив на філософію, їх популяризували різні мислителі, зокрема Діоген Аполлонійський, і вони мали більше поширення, ніж ідеї його попередників. Проте згодом у філософських дослідженнях інші мілетці затьмарили його. Анаксімен став першим філософом, який пояснив зміну станів речовини дією фізичних процесів. Ймовірно, він також був першим, хто почав викладати свої думки прозою, а не віршами, заклавши основи наукового стилю. До нашого часу дійшли лише фрагменти його творів, і невідомо, наскільки вони відрізняються від оригіналів, оскільки збереглися лише в переказах пізніших авторів. Багато деталей життя Анаксімена та його філософських поглядів залишаються неясними, оскільки жоден з його творів не зберігся повністю — вони відомі лише з фрагментів і тлумачень пізніших письменників і полемістів.
Ранні медичні вчення розвивали ідеї, подібні до поглядів Анаксімена, зокрема думку, що повітря є основою здоров'я, оскільки воно водночас підтримує життя та переносить хвороби. Його уявлення про повітря часто порівнюють з атомами та субатомними частинками, які утворюють різні речовини, кількісно змінюючи свою організацію. Також його погляди зіставляли з тим, як Бог у Старому Завіті вдихнув життя в людину. Розуміння фізичних властивостей як кількісних відмінностей, що діють як на індивідуальному, так і на універсальному рівні, стало основою розвитку природничих наук. Анаксімен був першим філософом, який проводив аналогії між своїм вченням і практичним досвідом, порівнюючи світові процеси з повсякденними явищами. У такий спосіб він уперше порівняв функціонування людини з функціонуванням Всесвіту, уподібнюючи дихання, що визначає людину, до повітря, що визначає світ. Його переконання, що однакові принципи керують і мікро-, і макрокосмом, були остаточно підтверджені лише працями Ісаака Ньютона.

### Подальше тлумачення
Деякі твори Анаксімена згадують в добу еллінізму, проте жоден з них не зберігся дотепер. Творчість Анаксімена безпосередньо вплинула на таких філософів, як Геракліт, Анаксагор та Діоген Аполлонійський. Діоген Аполлонійський пристосував ідеї Анаксімена до філософії стоїцизму. Деякі ідеї, висміяні у п'єсі Арістофана «Хмари», походять з учень Анаксімандра та Анаксімена. Інші мислителі, зокрема Ксенофан, згодом перейняли космологічну модель Анаксімена. Теорію Ксенофана про землю й воду як архе також інтерпретують як відповідь на вчення Анаксімена.
Платон посилався на уявлення про повітря як джерело мислення в діалозі «Федон», однак відкинув цю ідею, стверджуючи, що фізичний стан людини не визначає її долю. У «Тімеї» Платон схвально згадує теорію Анаксімена про матерію й сім її станів — від каменю до вогню. Арістотель критично ставився до ідей Анаксімена. У творі «Метафізика» Арістотель охарактеризував Анаксімена та його попередників як моністів — філософів, які вважали, що все складається з однієї першооснови. Цей погляд згодом набув широкого визнання у філософській традиції. Представники арістотелівської школи вважали Анаксімена одним із засновників натуралізму. Після Арістотеля Теофраст продовжив доксографічну традицію мілетських та інших іонійських філософів. Він описував Анаксімена як натурфілософа. Іншими давніми авторами, які аналізували його вчення, були Сімплікій, Аетій, Іполит та Плутарх.
Георг Вільгельм Фрідріх Гегель вважав, що саме Анаксімен був першим філософом, який переніс ідеї природничої філософії у сферу філософії свідомості. Вернер Гейзенберг казав, що філософія Анаксімена завдала шкоди науковому пізнанню, оскільки відвернула увагу від самих фізичних властивостей. Карл Поппер припускав, що Анаксімандр та Анаксімен започаткували філософію раціоналістичної критики, яка дозволяла критику вчителя й не отримала розвитку аж до доби Відродження.

## Пам'ять
- На честь Анаксімена названо кратер Анаксімен[en] на Місяці[68] та астероїд 6051 Анаксімена[69].

### Україномовна література
- Анаксимен // Філософський енциклопедичний словник / В. І. Шинкарук (гол. редкол.) та ін. ; Інститут філософії імені Григорія Сковороди НАН України. — Київ : Абрис, 2002. — С. 18-19. — 1000 прим. — ISBN 966-531-128-X.
- Анаксімен // Українська радянська енциклопедія : у 12 т / гол. ред. М. П. Бажан ; редкол.: О. К. Антонов та ін. — 2-ге вид. — Київ : Головна редакція УРЕ, 1977. — Т. 1. — С. 171.
- В. Е. Туренко. Анаксимен // Велика українська енциклопедія : [у 30 т.] / проф. А. М. Киридон (відп. ред.) та ін. — Київ : ДНУ «Енциклопедичне видавництво», 2020. — Т. 2. — ISBN 978-617-7238-39-2.
- Узбек К. М. Фрагменти побудови античної науки, філософії і культури. — Донецьк : Східний видавничий дім, 2009. — С. 38-39. — ISBN 978-966-317-042-8.
- Мозговий Л. І., Бичко І. В., Додонов Р. О. та ін. Філософія. Кредитно-модульний курс: Навчальний посібник / За ред. Р. О. Додонова, Л. І. Мозгового. — Київ : Центр учбової літератури, 2009. — С. 32. — 1000 прим. — ISBN 978-611-01-0009-0.
- Кривуля О. М. Філософія: Навчальний посібник. — Харків : ХНУ імені В. Н. Каразіна, 2010. — С. 67. — 300 прим. — ISBN 978-966-623-627-5.
- Подольська Є. А. Філософія. Підручник. — Київ : Фірма «Інкос», Центр навчальної літератури, 2006. — С. 74. — 1000 прим. — ISBN 966-364-270-Х.
- Андрущенко В. П., Волович В. І., Горлач М. І. та ін. Філософія. Підручник / За загальною редакцією М. І. Горлача, В. Г. Кременя, В. К. Рибалка. — Видання друге, перероблене та доповнене. — Харків : Консум, 2000. — 672 с. — 10000 прим. — ISBN 5-7763-8288-4.
- Загрійчук І. Д. Визрівання поняття у філософії досократиків // Античність та університетська філософія: Матеріали міжнародної наукової конференції. — Харків : ХНУ імені В. Н. Каразіна, 2019. — С. 30-34. — ISBN 978-966-285-607-1.
- Беспалов І. Філософія Мілетської школи // Evropský filozofický a historický diskurz. — 2019. — Vol. 5, iss. 1. — P. 102-109. — ISSN 2533-4816.

### Іншомовна література
- Alexander D. 'Extraordinary and terrifying metamorphosis' – on the seismic causes of slope instability // The History of Geomorphology / Tinkler K. J. (editor). — Taylor & Francis, 2020. — ISBN 9781000045789.
- Algra K. The Beginning of Cosmology // The Cambridge Companion to Early Greek Philosophy / Long A. A. (editor). — Cambridge : Cambridge University Press, 1999. — ISBN 0521446678.
- Cocks E. E., Cocks J. C. Who's Who on the Moon: A Biographical Dictionary of Lunar Nomenclature. — Tudor Publishers, 1995. — ISBN 978-0-936389-27-1.
- Couprie D. L. When the Earth Was Flat. — Springer, 2018. — ISBN 978-3-319-97052-3.
- Diels H., Kranz W. Die Fragmente der Vorsokratiker. — Weidmann, 1985.
- Dye J. Anaximenes of Miletus // Biographical Encyclopedia of Astronomers. — Springer New York, 2014. — P. 74–75. — ISBN 9781441999160. — DOI:10.1007/978-1-4419-9917-7_49.
- Eisman M. M. Anaximenes of Miletus // Ancient Greece: Volume 1 / Sienkewicz T. J. (editor). — Pasadena : Salem Press, 2007. — P. 75–77. — ISBN 978-1-58765-282-0.
- Graham D. W. Explaining the Cosmos: The Ionian Tradition of Scientific Philosophy. — Princeton University Press, 2006. — ISBN 9781400827459.
- Graham D. W. Plato and Anaximenes // Études Platoniciennes. — 2015. — Iss. 12. — ISSN 2275-1785. — DOI:10.4000/etudesplatoniciennes.706.
- Kočandrle, Radim (2019). The Cosmology of Anaximenes. History of Philosophy Quarterly. 36 (2): 101—120. doi:10.2307/48563639. JSTOR 48563639. S2CID 246623749.
- Lindberg D. C. The Greeks and the Cosmos // The Beginnings of Western Science. — Chicago : University of Chicago Press, 2007.
- Martins C. The Universe Today. — Springer, 2020. — ISBN 978-3-030-49632-6.
- McKirahan R. D. Xenophanes of Colophon // Philosophy Before Socrates: An Introduction with Texts and Commentary. — Hackett Publishing Company, 1994. — ISBN 978-0-87220-175-0.
- Naylor J. The Riddle of the Rainbow. — Springer, 2023. — ISBN 978-3-031-23908-3.
- Sandywell B. Presocratic Reflexivity: The Construction of Philosophical Discourse c. 600-450 BC. — Routledge, 1995. — ISBN 9780203424803.
- Vamvacas C. J. Anaximenes of Miletus (ca. 585-525 B.C.) // The Founders of Western Thought – The Presocratics. — New YorkNew York : Springer, 2009. — P. 45–51. — ISBN 9781402097911.
- Bicknell, P. J. (1969). Anaximenes' Astronomy. Acta Classica. 12: 53—85. JSTOR 24591168.
- Classen, C. J. (1977). Anaximander and Anaximenes: The Earliest Greek Theories of Change?. Phronesis. 22 (2): 89—102. doi:10.1163/156852877X00010. JSTOR 4182008.
- Freeman K. Ancilla to the Pre-Socratic Philosophers. — Harvard University Press, 1978. — ISBN 978-0-674-03500-3.
- Hurwit J. M. The Art and Culture of Early Greece, 1100–480 BC. — Ithaca, NY : Cornell University Press, 1985.
- Luchte J. Early Greek Thought: Before the Dawn. — London : Bloomsbury Publishing, 2011. — ISBN 978-0567353313.
- Russell B. The Milesian School // A History of Western Philosophy. — Abingdon : Routledge, 2004. — P. 33–37. — ISBN 9780415325059.
- Sandywell B. Presocratic Reflexivity: The Construction of Philosophical Discourse, c. 600-450 BC. — London : Routledge, 1996. — Vol. 3. — ISBN 0415101700.
- Stokes M. C. The One and Many in Presocratic Philosophy. — Washington, DC : Center for Hellenic Studies with Harvard University Press, 1971.
- Sweeney L. Infinity in the Presocratics: A Bibliographical and Philosophical Study. — The Hague : Martinus Nijhoff, 1972.
- Wright M. R. Cosmology in Antiquity. — London : Routledge, 1995. — ISBN 9780415121835.